# Laurent Kalinowski
Pour les articles homonymes, voir Kalinowski.
Laurent Kalinowski, né le 28 juin 1955 à Stiring-Wendel (Moselle), est un homme politique français.

## Biographie
Ayant un patronyme polonais, Laurent Kalinowski commence sa carrière politique en étant élu du canton de Forbach en 2004, puis réélu en 2011. En 2008, il arrive à la tête de la mairie de Forbach. Il préside la communauté d'agglomération de Forbach Porte de France du 17 avril 2008 au 26 mai 2011. Depuis, il en est le 1er vice-président ordonnateur chargé des Finances. Il se présente aux législatives de 2012 dans la 6e circonscription de la Moselle. Il élimine dès le 1er tour le député UMP sortant Pierre Lang, puis bat son adversaire FN Florian Philippot au second.
Il est réélu maire de Forbach à l'issue des municipales de 2014. Il a affronté durant cette élection le vice-président du Front national, Florian Philippot, qui a récolté 35,17 % des suffrages au second tour, légèrement moins qu'au premier tour (35,7 %). Laurent Kalinowski s'est imposé en obtenant 47,73 % des suffrages exprimés. Il a profité du report des voix de la droite, qui s'est affaissée par rapport au premier tour. En effet, le dissident UMP Éric Diligent a obtenu 11,87 % des voix au second tour, contre 18,99 % au premier, et le candidat UMP Alexandre Cassaro a récolté seulement 5,22 % des voix, contre 12,25 %.
Laurent Kalinowski fait partie des 90 députés « frondeurs » du Parti socialiste qui souhaitent une réorientation de la politique économique du gouvernement Valls. Toutefois, il a voté par deux fois en faveur de la déclaration de politique générale de Manuel Valls,. En mai 2016, il se range parmi les députés frondeurs, signataires de la motion de censure « de gauche » contre la loi Travail. Pourtant, le 6 juillet 2016, à l'occasion du deuxième passage de la Loi Travail devant l'assemblée nationale, il ne signe pas la motion de censure des députés frondeurs, des écologistes et des communistes. Cette motion de censure échoue à deux voix près car les députés de gauche ont refusé les voix des députés Front national et Rassemblement Bleu Marine .